# Bliv hos os, når dagen hælder
"Bliv hos os, når dagen hælder" er en salme fra 1838 med tekst af B.S. Ingemann og melodi af C.E.F. Weyse.
Ingemanns digt består af fem strofer, hver af fire verselinjer. 
Der er krydsrimet med rimskemaet AbAb, som dog i første strofe med moderne udtale ikke passer: Flig skulle rime på dig.
Caspar Johannes Boye skrev senere i 1800-tallet "Bliv hos os, Mester, Dagen helder!" der har reminisenser af Ingenmanns tekst. Første linje af fjerde strofe lyder således "Bliv hos os du, naar Dagen helder".
Salmen indgår i Syv aftensange, et af to hæfter med sange, som Ingemann sendte til C.E.F. Weyse på dennes opfordring, efter at Weyse året forinden havde komponeret musik til otte morgensange, som Ingemann havde sendt til ham. "Bliv hos os, når dagen hælder" er den femte og er tiltænkt torsdag.
Et klaverarrangement i Es-dur forekommer som nummer 12 i Danmarks Melodibog.
Bo Holtens korarrangement for SATB-kor er udgivet i bogform i 1999.
Samlingerne af morgen- og aftensange indgår i Kulturkanonen fra 2006 under Partiturmusik.